# Сворень, Рудольф Анатольевич
Рудольф Анатольевич Сворень (29 мая 1927, Одесса — 30 мая 2018, Питтсбург, Пенсильвания) — советский и российский радиоинженер, журналист и писатель
, кандидат педагогических наук. Популяризатор в области электроники, работал в журналах «Радио», «Наука и жизнь». Издано 13 его книг, общий тираж которых превысил 8 миллионов. Среди них — энциклопедия юного радиолюбителя «Электроника шаг за шагом». В последние годы жизни Рудольф Сворень проживал в Бостоне, США, штат Массачусетс.

## Биография
В 1950 году окончил Одесский электротехнический институт связи (ОЭИС) по специальности «Инженер-электрик радиосвязи». В 1950—1952 годах работал в городе Фрунзе (ныне Бишкек) дежурным инженером на местном средневолновом радиовещательном передатчике, затем — в лаборатории радиорелейной линии связи. В 1952—1956 годах преподавал основы электро- и радиотехники в «Центральной школе технической подготовки ДОСААФ СССР» в Подмосковье. С 1956 года работал в журнале «Радио», был одним из инициаторов подготовки статей о будущих запусках первых советских искусственных спутников земли, о наблюдении за их сигналами с описанием практических конструкций для проведения и техники этих наблюдений. Эти статьи помогли тысячам радиолюбителей услышать в своих радиоприёмниках позывные первого ИСЗ.
В 1963 году вышли в свет первые книги Р. А. Свореня — «Шаг за шагом. От детекторного приёмника до супергетеродина» и «Ваш радиоприёмник». В 1964 году перешёл на работу в журнал «Наука и жизнь», где был специальным корреспондентом, заведующим отдела, заместителем главного редактора. В 1979 году была издана самая известная книга Р. А. Свореня «Электроника шаг за шагом. Практическая энциклопедия юного радиолюбителя», которая выдержала четыре издания, последнее — в 2001 году в виде выпуска № 1248 серии «Массовая радиобиблиотека». В 2012 году была напечатана последняя из серии книг об основах электротехники и электроники — «Электричество шаг за шагом». До конца своих дней Рудольф Анатольевич работал над книгой «Самое главное — понять самое главное» и серией популярных брошюр «Мир устроен очень просто», а также готовил 5-е издание своего бестселлера «Электроника шаг за шагом. Практическая энциклопедия юного радиолюбителя».
В апреле 1999 года уехал в США.
Последние годы жизни проживал в Бостоне. После ухудшения здоровья переехал в Питтсбург, где провёл оставшиеся время в кругу своей семьи.